# Knipens
Die Burg Knipens ist ein abgegangener spätmittelalterlicher ostfriesischer Häuptlingssitz im Wilhelmshavener Stadtteil Langewerth in Niedersachsen. Die Burgstelle liegt zwischen der Dorfwurt Hohewerth und der Burg Kniphausen ca. 250 m westlich des mittelalterlichen Deiches.

## Geschichte
Es wird vermutet, dass es sich bei der Wurt „Mönkeberger Busch“ um die historisch überlieferte Burg „Knipens“ bzw. „Kripens“ handelt. Laut der historischen Überlieferung war der Mönkeberger Busch um 1385 im Besitz von Hedde Bonninges, einem Verwandten Edo Wiemkens des Älteren. Um 1400 wohnte dort der „magister Ulricus“, der Oberrichter der Landesgemeinde Östringen und ein Verwandter der Gattin Edo Wiemkens war. Für den Fall, dass seine Tochter Liudert ohne Erben stirbt, vermachte er 1414 die Burg an Lubbe Sibets, Schwiegersohn Edo Wiemkens d. Ä. Lübbes Tochter Rienelt heiratete Lübbo Onneken, der die noch heute existierende Burg Kniphausen errichtete. Wann die Burg Knipens aufgegeben wurde, ist unbekannt. 1849 war die Wurt unbebaut.

## Beschreibung
Die Burgstelle weist heute die Form einer rechteckigen Wurt von 90 × 60 m Größe auf, die sich 2,5 m über die Umgebung erhebt. Sie ist vollständig von einem 8 m breiten Wassergraben umgeben. Von der früheren Bebauung zeugen nur Backsteinbruch und Kalkmörtel, mit denen der Erdboden durchsetzt ist.